# Рицький Леонід Леонідович
Леоні́д Леоні́дович Ри́цький — старший солдат одного з підрозділів 54-ї окремої механізованої бригади імені гетьмана Івана Мазепи Збройних сил України.
Сирота, Микола Рицький — прийомний батько.
Доброволець, батальйон «Донбас». Важко поранений у ногу в «зеленому коридорі» під Іловайськом — зазнав кількох кульових поранень, переламана нога, осколкові опікові рани — потрапив під мінометний обстріл. Полонений, медики змогли визволити, проходив довгий курс реабілітації в Україні, по тому — у Польщі. Переніс 5 операцій.

## Нагороди
За особисту мужність і героїзм, виявлені у захисті державного суверенітету та територіальної цілісності України, вірність військовій присязі під час російсько-української війни
- нагороджений орденом «За мужність» III ступеня (25.03.2015).
- нагороджений орденом «За мужність» ІІ ступеня (03.04.2024).